# شعب كايان (ميانمار)
شعب كايان هم أقلية عرقية تسكن ميانمار،قدر عددهم في 2004 بحوالي 130 ألف شخص.